# 12357 Toyako
12357 Toyako eller 1993 ST1 är en asteroid i huvudbältet som upptäcktes den 16 september 1993 av de båda japanska astronomerna Kazuro Watanabe och Kin Endate vid Kitami-observatoriet. Den är uppkallad efter kratersjön Tōya.
Asteroiden har en diameter på ungefär 15 kilometer och den tillhör asteroidgruppen Eos.